# بخش واشینگتن (شهرستان هولمز، اوهایو)
بخش واشینگتن (به انگلیسی: Washington Township) یک منطقهٔ مسکونی در ایالات متحده آمریکا است که در شهرستان هولمز، اوهایو واقع شده‌است.
 بخش واشینگتن ۷۷٫۵۵ کیلومتر مربع مساحت و ۱٬۶۲۴ نفر جمعیت دارد و ۳۴۲ متر بالاتر از سطح دریا واقع شده‌است.